# Ytrahorn
Ytrahorn är en bergstopp i republiken Island. Den ligger i regionen Norðurland eystra, 300 km nordost om huvudstaden Reykjavík. Toppen på Ytrahorn är 468 meter över havet.
Trakten runt Ytra-Horn är nära nog obefolkad, med mindre än två invånare per kvadratkilometer. Närmaste större samhälle är Kópasker, omkring 16 kilometer norr om Ytrahorn. Trakten runt Ytrahorn består i huvudsak av gräsmarker.